# رشاد (الوضيع)

تعديل مصدري - تعديل

رشاد هي إحدى قرى عزلة  الوضيع بمديرية الوضيع التابعة لمحافظة أبين، بلغ تعداد سكانها 217 نسمة حسب تعداد اليمن لعام 2004.